# Otis Redding
Otis Redding (Dawson, Georgia, 1941. szeptember 9. – Madison, Wisconsin, 1967. december 10.) kétszeres Grammy-díjas amerikai soul/rhythm and blues énekes volt. Az amerikai könnyűzene egyik leghíresebb alakjaként ismert. Lemezeit több kiadó is megjelentette: főleg a Stax Records, de a Volt Records, Atco Records, Rhino Records, Sundazed Records égisze alatt is piacra kerültek az albumai. Eredetileg hat nagylemezt készített, de posztumusz kiadásban még öt stúdióalbuma is megjelent.

## Életrajza
1941-ben született a georgiai Dawsonban. Kiskorában a vineville-i baptista templomban énekelt, és gitár-, illetve zongoraleckéket vett. Tíz éves korától már énekelni és dobolni tanult. Középiskolás korában az iskolai zenekarban énekelt. Szenvedélye volt az éneklés, zenei példaképeként főleg Little Richardot jelölte meg. Tizenöt éves korában elhagyta az iskolát, hogy családját (és főleg tuberkulózisos édesapját) segítse. 1958-ban ért el áttörést, amikor egy tehetségkutató versenyen Johnny Jenkins gitáros kíséretében Little Richard Heebie Jeebies című dalát énekelte. A versenyt megnyerte, öt dollár jutalmat is kapott, ezt követően pedig Redding és Jenkins együtt zenéltek. 1961-ben feleségül vette a tizenöt éves Zelma Atwoodot, akitől egy fia született. Az 1960-as években Los Angelesbe költözött, majd elkezdte megírni legelső dalait.
Eleinte a Pat T. Cake and the Mighty Panthers együttesben játszott, amelynek Johnny Jenkins is tagja volt. Jenkins később elhagyta a zenekart. Redding összetalálkozott Phil Waldennel, aki a későbbi Phil Walden and Associates nevű cég alapítója lett, illetve Bobby Smith-szel, aki a Confederate Records lemezkiadót vezette. 1962-ben bekerült a Stax Records-hez, Johnny Jenkins-szel együtt. A Hey Hey Baby és a These Arms are Mine című dalai nagyon sikeresek lettek.
Legelső nagylemeze 1964-ben jelent meg az Atco Records gondozásában. A lemezen a These Arms Are Mine is szerepelt, illetve több régebbi dala. A dalokat a Stax és a Volt Records dobta piacra, de az album már az Atco Records égisze alatt jelent meg. Második stúdióalbuma egy évvel később, 1965-ben került a boltok polcaira. Sikerei hatására egy 1,2 négyzetkilométeres tanyát vásárolt Georgiában, majd további zenészekkel karöltve két lemezkiadó céget alapított: a Jotis Records-ot és a Redwal Music-et. Utóbbit hamar bezárták, ismeretlen okok miatt. Redding általában a híres Whisky-a-Go-Go klubban játszott. Harmadik, szintén 1965-ös stúdióalbuma bekerült az 1001 lemez, amit hallanod kell, mielőtt meghalsz című könyvbe. A lemezt a Volt és az Atco kiadók adták ki. További három nagylemeze jelent meg 1966–1967-ben, az utolsón Carla Thomas-szal együtt szerepelt.
1967-ben repülőgép-szerencsétlenségben elhunyt. A wisconsini Madisonba igyekezett, és bár az idő rossz volt, repülőgépe mégis felszállt. Az időjárási viszonyok miatt a gép belezuhant a Monona-tóba.
Halála után kortárs zenészei megemlékeztek Reddingről, a lemezkiadók pedig megjelentették posztumusz albumait. 1989-ben beiktatták a Rock and Roll Hall of Fame-be. Több lemeze is felkerült a Rolling Stone legjobb albumainak listájára, illetve 2002-ben szobrot állítottak az emlékére, Macon városában. Ugyanitt már létezett Otis Redding emlékhíd és emlékkönyvtár is.

## Diszkográfia

### Stúdióalbumok
- Pain in My Heart (1964)
- The Great Otis Redding Sings Soul Ballads (1965)
- Otis Blue: Otis Redding Sings Soul (1965)
- The Soul Album (1966)
- Complete and Unbelievable: The Otis Redding Dictionary of Soul (1966)
- King and Queen (1967)

### Posztumusz nagylemezek
- The Dock of the Bay (1968)
- The Immortal Otis Redding (1968)
- Love Man (1969)
- Tell the Truth (1970)
- Remember Me (1992)